# Colavita Olive Oil-Sutter Home Wines Cycling Team/2006
Deze pagina geeft een overzicht van de wielerploeg Colavita Olive Oil-Sutter Home Wines Cycling Team in 2006.

## Renners
| Naam                | Geboortedatum | Nationaliteit    | Ploeg 2005           |
| ------------------- | ------------- | ---------------- | -------------------- |
| Sebastian Alexandre | 18-03-1977    | Argentinië       | Colavita-Sutter Home |
| Gustavo Artacho     | 15-09-1967    | Argentinië       | Colavita-Sutter Home |
| Ian Ayers           | 04-05-1982    | Verenigde Staten | Colavita-Sutter Home |
| Gabriel Brizuela    | 08-12-1979    | Argentinië       | neoprof              |
| Davide Frattini     | 06-08-1978    | Italië           | Colavita-Sutter Home |
| Zachary Grabowski   | 26-02-1985    | Verenigde Staten | TIAA-CREF            |
| Todd Herriot        | 06-05-1969    | Verenigde Staten | Colavita-Sutter Home |
| Mark McCormack      | 15-09-1970    | Verenigde Staten | Colavita-Sutter Home |
| Jonathan Page       | 16-09-1976    | Verenigde Staten | Colavita-Sutter Home |
| Viktar Rapinski     | 17-06-1981    | Wit-Rusland      | Phonak               |
| Billy Skinner       | 10-02-1981    | Verenigde Staten | neoprof              |
| Kyle Wamsley        | 03-01-1980    | Verenigde Staten | Snowvalley-Seal On   |
| Tyler Wren          | 04-03-1981    | Verenigde Staten | Colavita-Sutter Home |

2003 · 2004 · 2005 · 2006 · 2007 · 2008 · 2009 · 2010 · 2011 · 2012